# John Guerin

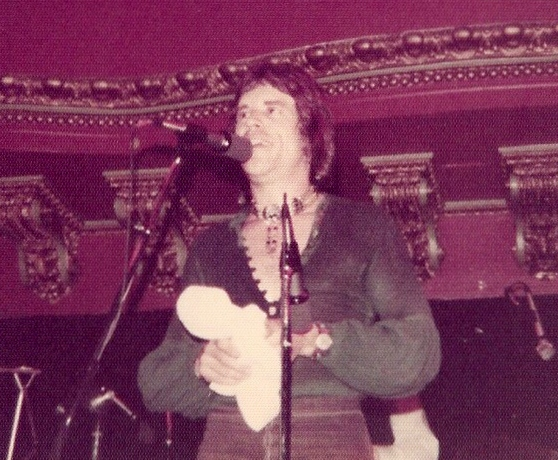
John Guerin, 1976

John Guerin (* 31. Oktober 1939 auf Hawaii; † 5. Januar 2004) war ein amerikanischer Schlagzeuger. Er galt zum Zeitpunkt seines Todes als der am häufigsten aufgenommene Session-Schlagzeuger und spielte mit Musikern wie Thelonious Monk (Monk’s Blues, 1969), Frank Sinatra, Quincy Jones, Frank Zappa, Ella Fitzgerald, John Williams, The Byrds, Nelson Riddle oder Tom Scott. Seine Arbeit für das Zappa-Album Hot Rats wurde besonders von der Kritik gelobt.

## Leben
Guerin wuchs in San Diego auf und brachte sich in jungen Jahren das Schlagzeugspiel selbst bei, indem er die Bigband-Alben seines Vaters rhythmisch begleitete. Als Jugendlicher spielte er in mehreren Bands, unter anderem mit Don Sleet und Mike Wofford. 1960 wurde er Mitglied im Buddy-DeFranco-Quartett, später spielte er mit dem Jazz-Pianisten George Shearing.
Seit Ende der 1960er Jahre verdingte sich Guerin in Hollywood als Session-Musiker. Er war an den Aufnahmen von hunderten von Alben, Film- und Fernsehmusiken beteiligt.
1973 gründete er mit dem Saxophonisten Tom Scott und dem Gitarristen Robben Ford die Gruppe L.A. Express, mit der er bis 1976 erfolgreich vier Alben veröffentlichte. Mit seiner Band begleitete er Joni Mitchell und nahm mit ihr das erfolgreiche Album Court and Spark auf sowie vier weitere Alben. Zu dieser Zeit hatte er eine Beziehung mit Mitchell, die zur Verlobung führte. Das Auseinanderbrechen der Beziehung inspirierte Mitchell auf dem Album Hejira zu den Liedern Hejira und in Amelia.   
In den letzten Jahren seines Lebens arbeitete Guerin mit Oscar Peterson und verschiedenen anderen Jazz-Musikern.
John Guerin war dafür bekannt, die Essenz eines Stückes zu erfassen und diesem das genau passende rhythmische Fundament zu geben. Phil Hood hebt in Drum! hervor, dass es eine besondere Gabe Guerins war, ein Stück zu unterstützen, indem er es mit „Rätselhaftigkeit und Klarheit“ versah, was gewöhnliche Aufnahmen in Pop-Meisterwerke verwandelte.